# Union sportive municipale de Senlis
L'Union sportive municipale senlisienne est un club français de football fondé en 1919 et situé à Senlis dans l'Oise.
Senlis sort des divisions régionales en 1970 et évolue alors plusieurs saisons en Division 3 et en Division 4. Ce club picard évolue ensuite à plusieurs reprises en CFA 2 (D5), et une fois en CFA (D4) lors de la saison 1999-2000. Après plusieurs mauvaises saisons, l'USMS tombe en Promotion d'honneur de la Ligue de Picardie (D7).
Le club atteint par trois fois le stade des trente-deuxièmes de finale de la Coupe de France, en 1985, 1987 et 2018.

## Repères historiques
- 30 juillet 1919 : naissance de l'Étoile sportive senlisienne, sous la présidence d'Alexandre Couvreur[réf. nécessaire]
- 13 février 1920 : le club est affilié à la naissante Fédération française de football.[réf. nécessaire]
- 20 octobre 1927 : l'Étoile devient le Club sportif senlisien.[réf. nécessaire]
- 18 août 1934 : le club et l'Union sportive de Saint-Rieul fusionnent sous l'appellation d'Entente sportive senlisienne.[réf. nécessaire]
- 10 octobre 1957 : l'entente prend le nom d'Union sportive municipale senlisienne.[réf. nécessaire]
- 1967/1968 : Promotion en division d'honneur de Picardie. Le club évolue pour la première fois de son histoire à ce niveau.
- 1968/1969 : 3e de division d'honneur de Picardie
- 1969/1970 : 2e de division d'honneur de Picardie et promotion en division 3.
- 1970/1971 : 11e de division 3 groupe Nord et relégation en division d'honneur de Picardie.
- 1977/1978 : 3e de division d'honneur de Picardie et promotion en division 4.
- Avril|1979 : Inauguration du nouveau stade municipal.
- 1978/1979 : Champion du groupe B de division 4 sous la conduite de l'entraîneur André Gourlay (au club depuis 1972), et promotion en division 3.
- 1979/1980 : 11e de division 3 groupe Nord.
- 1981/1982 : 6e de division 3 groupe Nord[2] (meilleur classement jamais atteint par le club).
- 1982/1983 : 16e de division 3 groupe Nord et relégation en division 4[3].
- 9 février 1985 : lors des trente-deuxièmes de finale de Coupe de France 1984-1985, l'USM Senlis pousse le pensionnaire de l'Élite, l'Olympique de Marseille aux tirs au but[4].
- 21 mars 1987 : après avoir éliminé l'USVA, club de D II, au septième tour[5], Senlis est éliminé au stade des trente-deuxièmes de finale de la Coupe de France 1986-1987 par le FC Rouen (1-0)[6].
- 1986/1987 : 2e de division 4 groupe B et promotion en division 3[7].
- 1987/1988 : 14e de division 3 groupe Est et relégation en division 4[8].
- 1998/1999 : 3e de CFA 2 groupe A et montée en CFA.
- 1999/2000 : 17e de CFA groupe A et relégation en CFA 2.
- 2015/2016 : 2e de division d'honneur et promotion en CFA 2, après quatorze ans d'absence au niveau fédérale[9].
- 7 janvier 2018 : élimination en trente-deuxièmes de finale de la Coupe de France par le FC Nantes (0-4).
- 2018/2019 : 11e de National 3 et relégation en Régionale[10].

## Bilan par saison
| Saison    | Championnat                   | Div. | Clas.   | Pts | J  | V  | N  | D  | Bp | Bc | Diff | Coupe de France |
| --------- | ----------------------------- | ---- | ------- | --- | -- | -- | -- | -- | -- | -- | ---- | --------------- |
| 1978-1979 | Division 4 (gr. B)            | 4    | 1 / 14  |     |    |    |    |    |    |    |      | ?               |
| 1979-1980 | Division 3 (gr. Nord)         | 3    | 11 /16  |     |    |    |    |    |    |    |      | ?               |
| 1980-1981 | Division 3 (gr. Nord)         | 3    | 13 / 16 | 24  | 30 | 8  | 8  | 14 | 35 | 53 | -18  | 7e tour         |
| 1981-1982 | Division 3 (gr. Nord)         | 3    | 6 / 16  | 31  | 30 | 10 | 11 | 9  | 37 | 32 | +5   | 7e tour         |
| 1982-1983 | Division 3 (gr. Nord)         | 3    | 16 / 16 | 16  | 30 | 5  | 6  | 19 | 26 | 63 | -37  | 7e tour         |
| 1983-1984 | Division 4 (gr. A)            | 4    | 6 / 14  | 30  | 26 | 14 | 2  | 10 | 38 | 30 | +8   | 7e tour         |
| 1984-1985 | Division 4 (gr. A)            | 4    | 3 / 14, | 33  | 26 | 15 | 3  | 8  | 41 | 32 | +9   | 32e de finale   |
| 1985-1986 | Division 4 (gr. A)            | 4    | 3 / 14  | 31  | 26 | 11 | 9  | 6  | 33 | 23 | +10  | ?               |
| 1986-1987 | Division 4 (gr. B)            | 4    | 2 / 14  | 36  | 26 | 14 | 8  | 4  | 40 | 21 | +19  | 32e de finale   |
| 1987-1988 | Division 3 (gr. Est)          | 3    | 14 /16  | 21  | 30 | 7  | 7  | 16 | 22 | 54 | -32  | 6e tour,        |
| 1988-1989 | Division 4 (gr. B)            | 4    | 5 / 14  | 28  | 26 | 11 | 6  | 9  | 34 | 25 | +9   | 6e tour         |
| 1989-1990 | Division 4 (gr. A)            | 4    | 14 / 14 |     |    |    |    |    |    |    |      | ?               |
| 1990-1991 | Division Honneur (Picardie)   | 5    | 5 / 12  |     |    |    |    |    |    |    |      | ?               |
| 1991-1992 | Division Honneur (Picardie)   | 5    | 7 / 12  | 45  | 22 | 8  | 7  | 7  | 32 | 29 | +3   | ?               |
| 1992-1993 | Division Honneur (Picardie)   | 5    | 3 / 12  | 50  | 22 | 12 | 4  | 6  | 36 | 24 | +12  | 7e tour         |
| 1993-1994 | Division Honneur (Picardie)   | 5    | 1 / 12  |     |    |    |    |    |    |    |      | 7e tour         |
| 1994-1995 | National 3 (gr. A)            | 5    | 7 / 14  | 26  | 26 | 8  | 10 | 8  | 29 | 37 | -8   | 6e tour         |
| 1995-1996 | National 3 (gr. B)            | 5    | 11 / 14 | 26  | 26 | 7  | 5  | 14 | 28 | 45 | -17  | ?               |
| 1996-1997 | National 3 (gr. B)            | 5    | 7 / 14  | 34  | 26 | 8  | 10 | 8  | 24 | 26 | -2   | ?               |
| 1997-1998 | CFA 2 (gr. A)                 | 5    | 8 / 16  | 40  | 30 | 10 | 10 | 10 | 38 | 41 | -3   | ?               |
| 1998-1999 | CFA 2 (gr. A)                 | 5    | 3 / 16  | 79  | 30 | 14 | 7  | 9  | 46 | 36 | +10  | ?               |
| 1999-2000 | CFA (gr. A)                   | 4    | 17 / 18 | 57  | 34 | 5  | 8  | 21 | 33 | 76 | -43  | 6e tour         |
| 2000-2001 | CFA 2 (gr. B)                 | 5    | 8 / 16  | 69  | 30 | 11 | 6  | 13 | 35 | 42 | -7   | 8e tour         |
| 2001-2002 | CFA 2 (gr. B)                 | 5    | 15 / 16 | 60  | 30 | 7  | 9  | 14 | 27 | 41 | -14  | 7e tour         |
| 2002-2003 | Division Honneur (Picardie)   | 6    | 10 / 16 |     |    |    |    |    |    |    |      | ?               |
| 2003-2004 | Division Honneur (Picardie)   | 6    | 5 / 16  |     |    |    |    |    |    |    |      | ?               |
| 2004-2005 | Division Honneur (Picardie)   | 6    | 10 / 16 |     |    |    |    |    |    |    |      | 7e tour         |
| 2005-2006 | Division Honneur (Picardie)   | 6    | 14 / 16 |     |    |    |    |    |    |    |      | ?               |
| 2006-2007 |                               |      |         |     |    |    |    |    |    |    |      | ?               |
| 2007-2008 | Division Honneur (Picardie)   | 6    | 7 / 14  |     |    |    |    |    |    |    |      | ?               |
| 2008-2009 | Division Honneur (Picardie)   | 6    | 11 / 14 |     |    |    |    |    |    |    |      | ?               |
| 2009-2010 |                               |      |         |     |    |    |    |    |    |    |      | ?               |
| 2010-2011 | Division Honneur (Picardie)   | 6    | ?       |     |    |    |    |    |    |    |      | ?               |
| 2011-2012 | Division Honneur (Picardie)   | 6    | 4 / 14  |     |    |    |    |    |    |    |      | ?               |
| 2012-2013 | Division Honneur (Picardie)   | 6    | 6 / 14  |     |    |    |    |    |    |    |      | ?               |
| 2013-2014 | Division Honneur (Picardie)   | 6    | 9 / 14  |     |    |    |    |    |    |    |      | ?               |
| 2014-2015 | Division Honneur (Picardie)   | 6    | 2 / 14  |     |    |    |    |    |    |    |      | ?               |
| 2015-2016 | Division Honneur (Picardie)   | 6    | 2 / 14  |     |    |    |    |    |    |    |      | ?               |
| 2016-2017 | CFA 2 (gr. C)                 | 5    | 13 / 14 |     |    |    |    |    |    |    |      | 6e tour         |
| 2017-2018 | National 3                    | 5    | 4 / 14  |     |    |    |    |    |    |    |      | 32e de finale   |
| 2018-2019 | National 3                    | 5    | 11 / 14 |     |    |    |    |    |    |    |      | 5e tour         |
| 2019-2020 | Régionale 1 (Hauts-de-France) | 6    | 2 / 12  |     |    |    |    |    |    |    |      | 8e tour         |
| 2020-2021 | Régionale 1 (Hauts-de-France) | 6    | 1 / 12  |     |    |    |    |    |    |    |      | 3e tour         |
| 2021-2022 | Régionale 1 (Hauts-de-France) | 6    | 6 / 12  |     |    |    |    |    |    |    |      | 5e tour         |
| 2022-2023 | Régionale 1 (Hauts-de-France) | 6    | 3 / 12  |     |    |    |    |    |    |    |      | 5e tour         |
| 2023-2024 | Régionale 1 (Hauts-de-France) | 6    | 12 / 12 |     |    |    |    |    |    |    |      | 3e tour         |
| 2024-2025 | Régionale 2 (Hauts-de-France) | 7    | 7 / 12  | 28  | 22 | 8  | 4  | 10 | 25 | 31 | -6   | 6e tour         |

## Entraîneurs
- 01/07/2013 - 10/04/2018[49] :  Bruno Roux

## Anciens joueurs
- Paul Moukila, joueur congolais, Ballon d'or africain 1974[50],[51].
- Louis Mafouta, footballeur international centrafricain
- Axel Disasi, joueur international français[52]